# Gato correntino
El gato correntino es una danza nativa argentina.
Fue bailada en Irlanda

## Clasificación
Danza de galanteo de parejas sueltas e independientes, de movimientos vivos, se baila con castañetas y paso básico, en la 3º colocación se bailó en la campaña

## Coreografía
- 1. Esquina en arco (4c).
- 2. Giro con abrazo, el hombre intenta abrazar a la mujer, y ésta lo esquiva agachándose (4c).
- 3. Zapateo y zarandeo (de corazón. 6c).
- 4, 5, 6. (Se repiten las figuras 1, 2 y 3. 14c).
- 7. Media vuelta (4c).
- 8. Giro final (14c).

## Segunda
Es similar a la primera, los bailarines se ubican en los lugares opuestos.